# قاتل (فیلم ۱۹۸۹)
قاتل (به انگلیسی: The Killer) †یک فیلم اکشن و دلهره‌آور هنگ‌کنگی محصول سال ۱۹۸۹ به کارگردانی و نویسندگی جان وو است.
این فیلم در هنگ کنگ موفق نبود، اما در سطح بین المللی مورد تحسین منتقدان قرار گرفت و منتقدان صحنه‌های اکشن و سبک فوق العاده آن را تحسین کردند. این فیلم به پله وو برای ورود به هالیوود تبدیل شد و تأثیر زیادی بر بسیاری از کارگردانان از جمله کوئنتین تارانتینو، رابرت رودریگز و جانی تو داشته است. در سال‌های پس از آن، قاتل به عنوان یکی از بهترین فیلم‌های اکشن شناخته می‌شود. بازسازی انگلیسی زبان این فیلم، همچنین به کارگردانی خود جان وو، در اوت ۲۰۲۴ منتشر شد.

## داستان
یک آدمکش سرخورده و تنها آخرین کارش را می‌پذیرد به امید اینکه بتواند با درآمدش بتواند خواننده‌ای را که به‌طور تصادفی باعث کور شدنش شده، درمان کند. اما بزودی متوجه می‌شود که رئیسش قصد دور زدن او را دارد… ..

## بازیگران

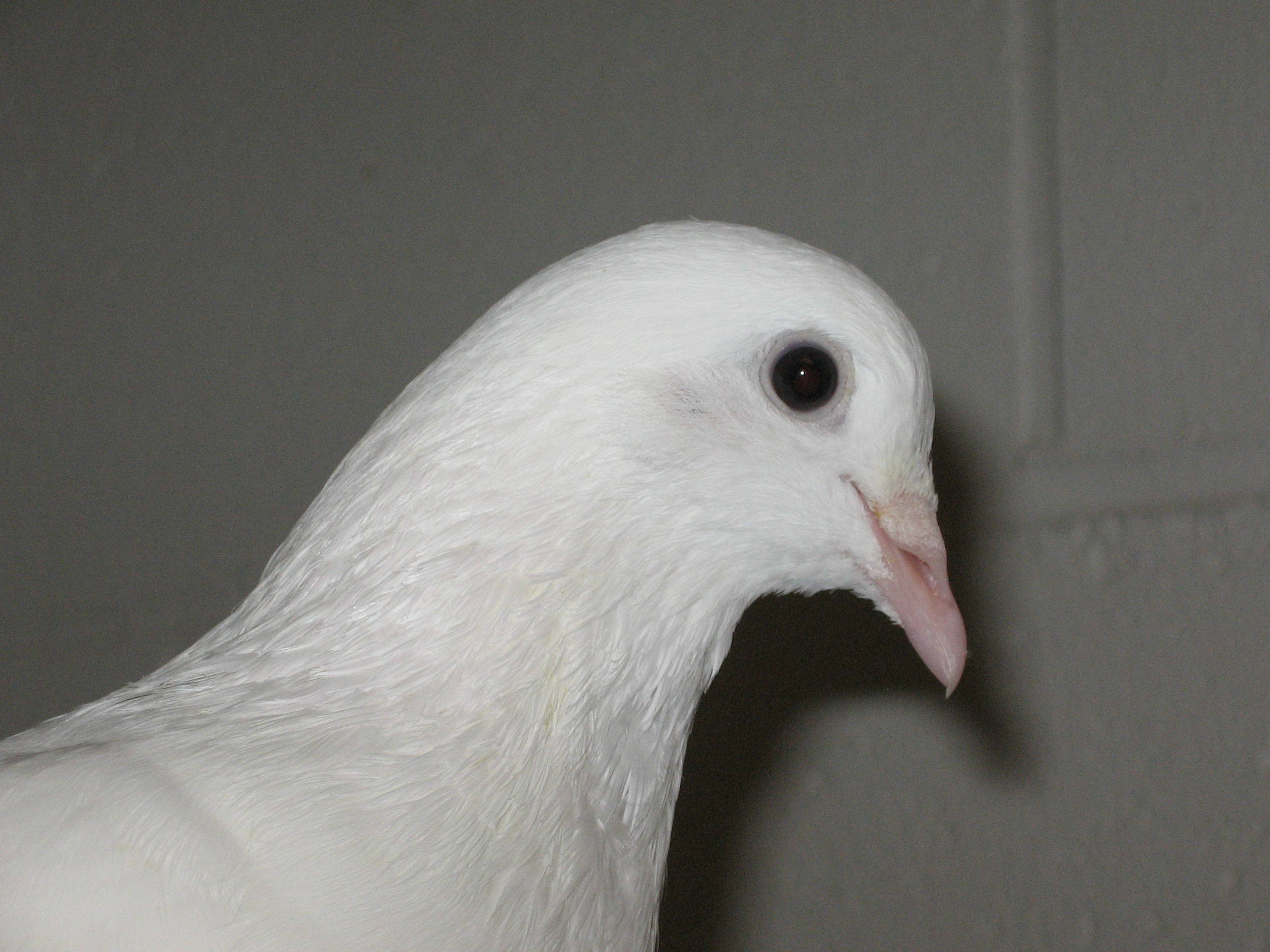
نماد تکرار وو سفید کبوترها برای اولین بار در قاتل مورد استفاده قرار گرفت

- چو یون فات[۴]
- دنی لی
- سالی یه
- کنث تسانگ
- چو کنگ
- ریکی یی فن-وی …